# Siping
Siping (四平 ; pinyin : Sìpíng) est une ville-préfecture de la province du Jilin en Chine.

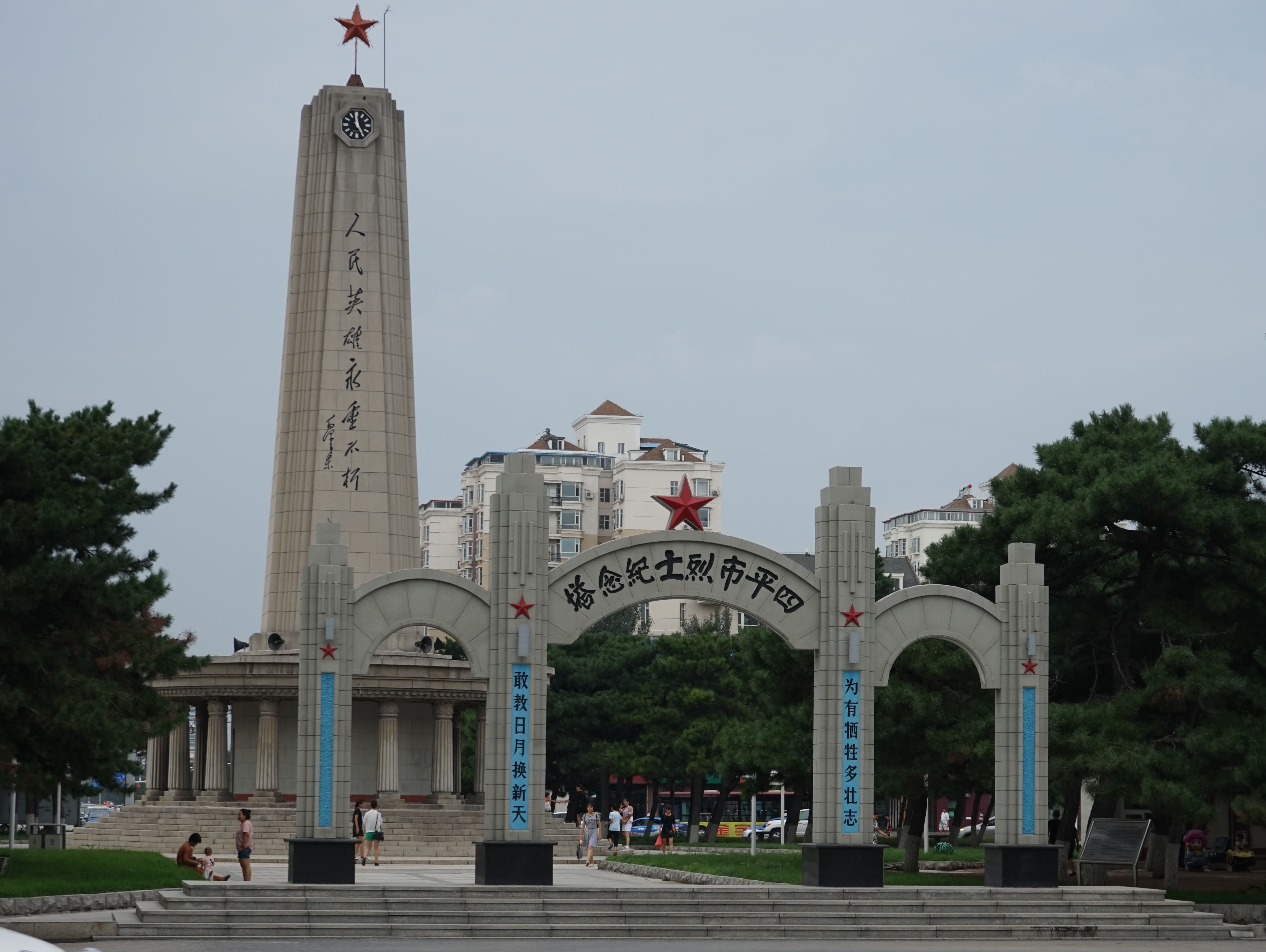
Cénotaphe martyr de Siping

La superficie de la ville-préfecture est de 14 323 km2.
La ville, en incluant toutes les périphéries, couvre 1 107 km2.
Elle a été l'objet de plusieurs batailles en 1946 entre les troupes communistes de Mao Tsé-Toung et les troupes nationalistes de Chiang Kai-shek. Les premières remportèrent finalement la victoire.

## Population

### Recensement de 2010
Au recensement de 2010, la population de l'ensemble de la ville-préfecture de Siping était de 3 386 325 habitants. La ville de Siping comptait quant à elle 613 837 habitants.
Comme en général dans le Dongbei, la fécondité y est plus basse que la moyenne chinoise. En 2010, seuls 12,92 % de la population avait moins de 15 ans, ce qui constitue une proportion très réduite, comparable au Japon (13 %), Hong-Kong (12 %), mais très en dessous de la France (18 %) ou des États-Unis (20 %).

### Ethnies
| Nom de l'ethnie | Nombre    | Pourcentage |
| --------------- | --------- | ----------- |
| Han             | 3.016.735 | 91,63 %     |
| Mandchous       | 239.327   | 7,27 %      |
| Mongols         | 13.160    | 0,4 %       |
| Hui             | 12.249    | 0,37 %      |
| Coréens         | 8.275     | 0,25 %      |
| Autres          | 2.580     | 0,08 %      |

Répartition ethnique selon le recensement de 2000.

### Langues
Les ethnies Han, Hui et mandchoue partagent tous la même langue maternelle, le mandarin du nord-est. Le dialecte parlé à Siping est très proche de celui parlé à Changchun (dialecte de Changchun, 长春话). Il est la langue maternelle de toutes ces populations.
Le mandarin standard est largement pratiqué.
Les Coréens et les Mongols parlent en partie leur langue, mais l'ensemble des minorités non-sinophones ne représente que 0,7 % de la population. Il y a quelques affichages en coréen, notamment dans les restaurants coréens.
L'Université normale de la province de Jilin forme des étudiants dans les langues étrangères suivantes : anglais, coréen, japonais, français, allemand, russe.

## Économie
En 2004, le PIB total a été de 27,8 milliards de yuans, et le PIB par habitant de 8 482 yuans.

En 2010, le PIB est de 78,9 milliards de yuans.

## Subdivisions administratives
La ville-préfecture de Siping exerce sa juridiction sur six subdivisions - deux districts, deux villes-districts, un xian et un xian autonome :
- le district de Tiexi - 铁西区 Tiěxī Qū ;
- le district de Tiedong - 铁东区 Tiědōng Qū ;
- la ville de Gongzhuling - 公主岭市 Gōngzhǔlǐng Shì ;
- la ville de Shuangliao - 双辽市 Shuāngliáo Shì ;
- le xian de Lishu - 梨树县 Líshù Xiàn ;
- le xian autonome mandchou de Yitong - 伊通满族自治县 Yītōng mǎnzú Zìzhìxiàn.